# Experto crede
Experto crede – łacińskie motto, w dosłownym tłumaczeniu oznaczające „zaufaj doświadczonemu”. Używane zazwyczaj w sytuacji, gdy wypowiadający pragnie przekonać słuchacza, by zawierzył swemu rozmówcy, który przedstawia się właśnie jako osoba doświadczona w danej dziedzinie.
Pojawia się w Eneidzie Wergiliusza jako experto credite.